# Rosemarie Gabriel
Rosemarie Gabriel (née Kother le 27 février 1956 à Schwerin) est une nageuse allemande ayant représenté l'Allemagne de l'Est.

## Carrière
Rosemarie Gabriel participe aux Jeux olympiques de 1976 à Montréal et elle remporte la médaille d'or dans l'épreuve du 4 × 100 m 4 nages en participant aux séries ainsi que la médaille de bronze dans l'épreuve du 200 m papillon.

## Palmarès
- Championnats d'Europe 1974 à Vienne (Autriche) :
  -  médaille d'or du 100 m papillon
  -  médaille d'or du 200 m papillon
  -  médaille d'or du relais 4 × 100 m 4 nages